# Deutsche ILCO
Die Deutsche ILCO e. V. ist der Selbsthilfeverband von  Menschen mit einem Stoma (künstlicher Darmausgang oder künstliche Harnableitung) in Deutschland. Der Name ILCO wird durch die  Anfangsbuchstaben von Ileum (Dünndarm) und Colon (Dickdarm) gebildet. In Europa ist die Bezeichnung ILCO bei nationalen Stoma Selbsthilfeverbänden sehr gebräuchlich, z. B. ILCO Serbia, Latvia-ILCO, SlovILCO. Seit 2005 wird offiziell Darmkrebs im Selbstauftrag der ILCO miteinbezogen.

## Ziele
In Deutschland gibt es geschätzt rund 150.000 Stoma-Träger, jährlich erkranken 60.000 Menschen an Darmkrebs. Die Deutsche ILCO hat sich selbst verpflichtet, allen Betroffenen in Deutschland beizustehen, dass sie auch mit dem Stoma und mit ihrer Darmkrebserkrankung selbstbestimmt und selbstständig handeln können. Dies erreicht der Verein durch:
- Gespräche mit Gleichbetroffenen über das Leben mit einem Stoma oder das Leben mit Darmkrebs mit ehrenamtlichen ILCO-Mitarbeitern am Telefon, bei den Treffen der etwa 290 örtlichen Gruppen und im Rahmen des ILCO-Besucherdienstes (Besuche durch ILCO-Mitarbeiter vor und nach der Operation im Krankenhaus und zu Hause)[1]
- Informationen bei Veranstaltungen (lokal, regional, überregional), mit Schriften zu Colostomie/Ileostomie, Urostomie, Irrigation u. ä. und über die vierteljährlich erscheinende Mitglieder-Zeitschrift ILCO-PRAXIS[1]
- Vermittlung zur Fachberatung[1]
- unabhängige Interessenvertretung bei stoma- und darmkrebsbezogenen Anliegen bei Krankenkassen, Versorgungsämtern, in der Gesundheits- und Sozialpolitik für die Bereiche Medizin, Rehabilitation, Arzneimittel- und Stomaversorgung, soziale Hilfe und Selbsthilfe[1]
- Abbau der Tabuisierung des Stomas und des Darmkrebses durch Aufklärung und Öffentlichkeitsarbeit[2]
- Engagement für eine hochwertige, qualitätsgesicherte professionelle Versorgung und dafür, dass die benötigten Stomaartikel und Arzneimittel ohne unzumutbare finanzielle Belastung zur Verfügung stehen[2]

Treffen und Veranstaltungen gibt es auch gesondert für jüngere Betroffene in der Gruppe "Junge ILCO +/- 35".

## Mitgliedsdaten
Der Verein hat insgesamt 6.748 Mitglieder, wobei 5.540 selbst betroffen sind, 507 Angehörige von Betroffenen sind und 621 als fördernde Mitglieder geführt werden (Stand: 1. Januar 2020).
Betroffene nach Art der Operation (soweit angegeben, Stand 2019):
- Colostomie: 3.110
- Ileostomie: 1.386
- Urostomie: 547
- Ileostomie + Colostomie/Ileost: 42

- Dickdarmkrebs, ohne Stoma: 198
- Urologischer Pouch: 33
- Kock'sche Tasche: 34
- Ileoanaler Pouch: 79
- Sonstige Operation: 22

## Mitgliedschaften
Die Deutsche ILCO wird von der Deutschen Krebshilfe gefördert. Sie ist unter anderem Mitglied folgender Verbände:
- International Ostomy Association IOA (globaler Dachverband der Stoma-Verbände)
- Europäische Stomavereinigung EOA
- Deutsche Krebsgesellschaft e.V.
- Deutscher Paritätischer Wohlfahrtsverband (DPWV) e.V.
- Bundesarbeitsgemeinschaft Selbsthilfe e.V.
- Netzwerk gegen Darmkrebs e.V.
- Stiftung LebensBlicke
- Haus der Krebs-Selbsthilfe-Bundesverband e.V.
- Gemeinsamer Bundesausschuss
- Nationaler Krebsplan
- GRVS Gesellschaft für Rehabilitation bei Verdauungs- und Stoffwechselkrankheiten e.V.
- FgSKW Fachgesellschaft Stoma, Kontinenz und Wunde e.V.
- DVSG Deutsche Vereinigung für Soziale Arbeit im Gesundheitswesen e.V.
- Deutsche Kontinenzgesellschaft e.V.
- Arbeitsgemeinschaft Deutscher Darmkrebszentren addz
- Deutsche Morbus Crohn / Colitis ulcerosa Vereinigung DCCV e.V.
- Deutscher Behindertenrat

## Schwesterorganisationen
Schwesterorganisationen im deutschsprachigen Raum:
- Österreichische ILCO[6]
- Schweizerische ILCO[7]